# Фёдоровка (Шаргородский район)
Фёдоровка (укр. Федорівка, пол. Fedorówka, Fedorowce) — село на Украине, находится в Мурафской сельской общине Жмеринского района Винницкой области.
Код КОАТУУ — 0525388001. Население по переписи 2001 года составляет 798 человек. Почтовый индекс — 23522. Телефонный код — 4344.
Занимает площадь 1,498 км².
В селе находится парк-памятник садово-паркового искусства местного значения Фёдоровский парк.

## Адрес местного совета
23522, Винницкая область, Шаргородский район, с. Фёдоровка, ул. 60-летия Октября

## Известные жители и уроженцы
- Вильчинский, Владимир Фаддеевич (род. 1931) — Герой Социалистического Труда.